# 단짜이몐

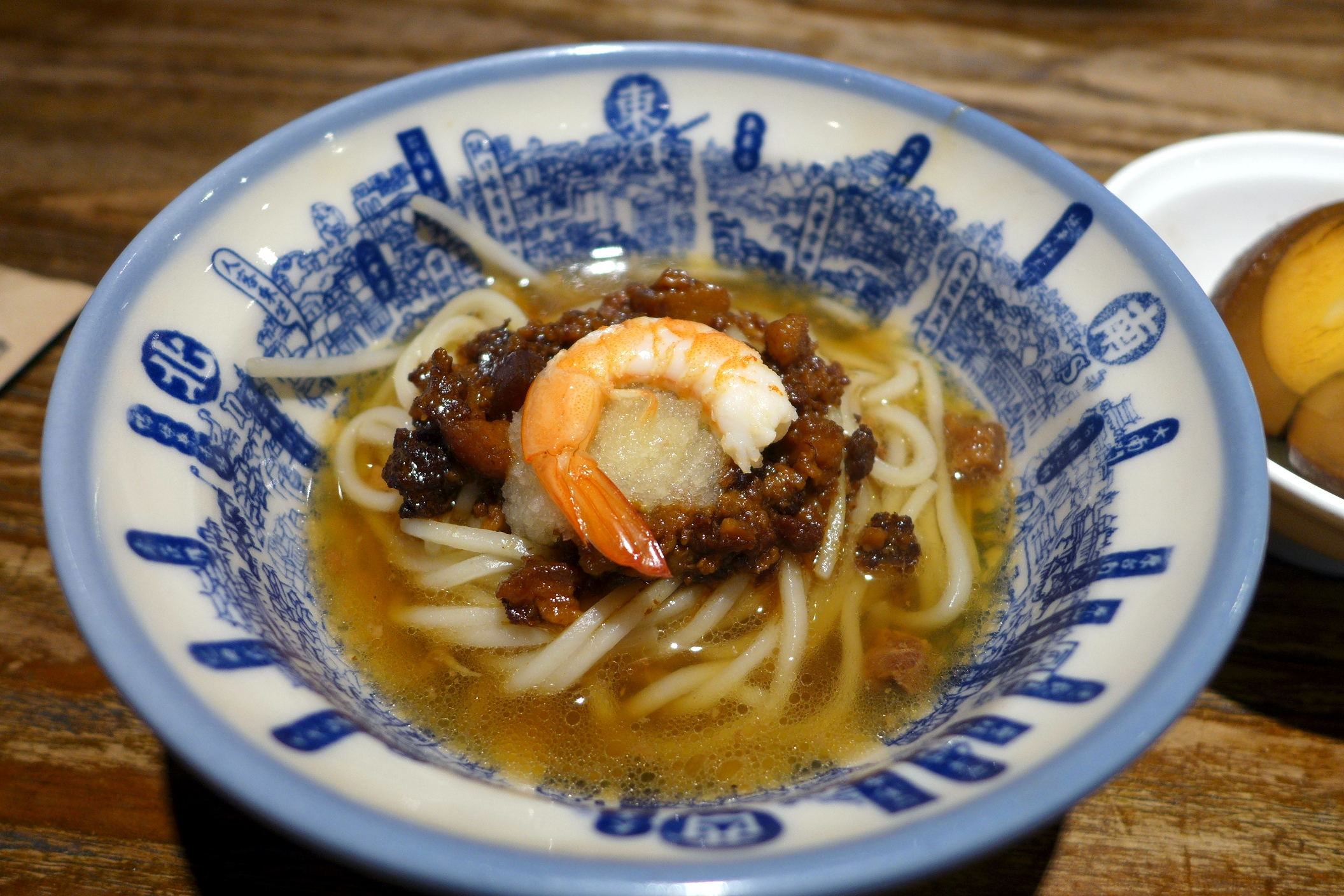
단짜이몐

단짜이몐(중국어 정체자: 擔仔麵, 병음: dànzǎimiàn) 또는 땅아미(민난어: tàⁿ-á-mī)는 타이난에서 유래한 대만의 국수 요리이다.
약 130년 전에 타이난(대만 남부)에서 시작되었다. 일반적인 레시피는 잘 알려져 있지만 일부 향신료와 다양한 재료(새우 맛 수프, 새우, 고수, 마늘)의 비율은 이를 제공하는 여러 레스토랑/가판대에서 잘 알려진 비법이다. 단순한 간식처럼 보이지만 전 세계 식도락가들에게 상당한 인정을 받았다. 정상적인 서빙 크기는 일반적으로 작으며 앙트레가 아닌 간식으로 더 많이 간주된다. 또한 작은 그릇의 경우 NT$50(US$1.60) 정도로 (상대적으로) 더 비싼 편이다.

## 같이 보기
- 대만 요리
- 단단몐

 위키미디어 공용에 단짜이몐 관련 미디어 분류가 있습니다.